# Puccinia aucta
Puccinia aucta är en svampart som beskrevs av Berk. & F. Muell. 1872. Puccinia aucta ingår i släktet Puccinia och familjen Pucciniaceae.   Inga underarter finns listade i Catalogue of Life.